# Castellano (torrente)

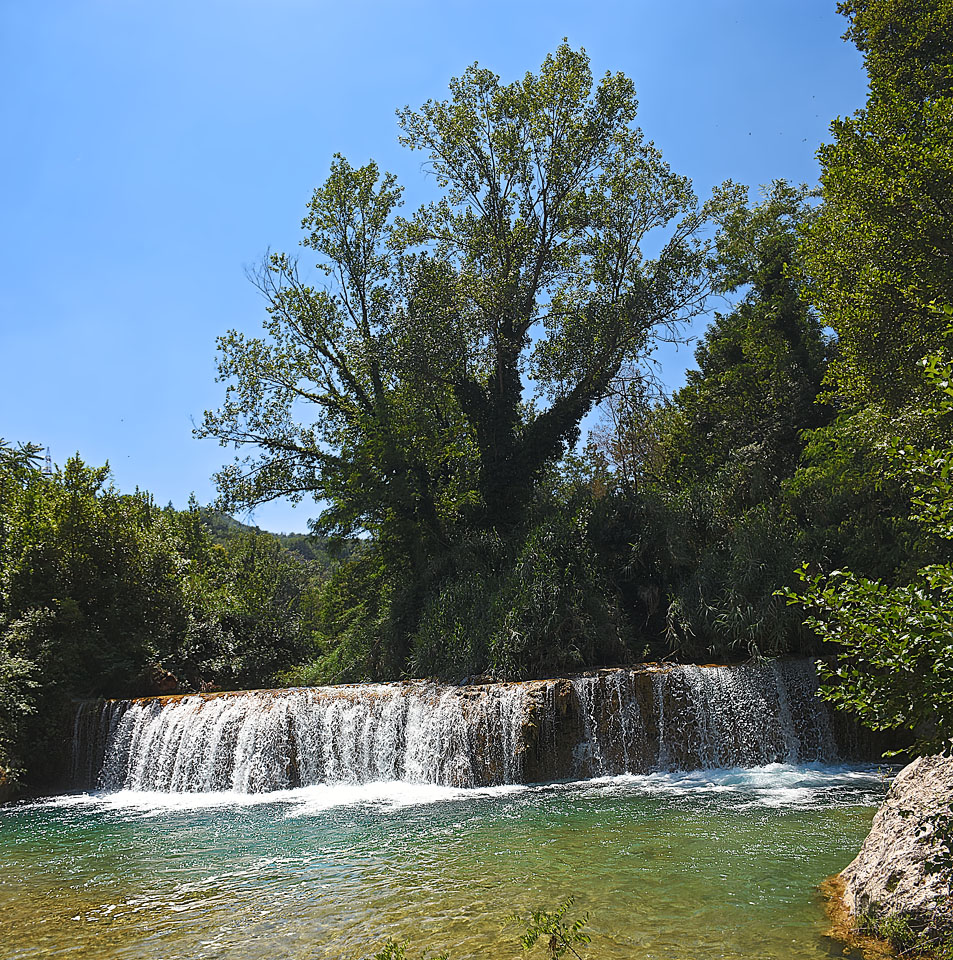
Il Castellano nei pressi di Ascoli Piceno

II Castellano è un torrente dell'Italia centrale lungo oltre 40 km; nasce alle pendici del Monte di Mezzo (appennino abruzzese) andando poco dopo a tracciare il confine tra la regione Abruzzo (comune di Valle Castellana) e le Marche (comune di Acquasanta Terme), è il principale affluente di destra del fiume Tronto, cui si congiunge nel tratto urbano della città di Ascoli Piceno in prossimità del ponte Nuovo e il suo percorso segna parte del confine tra Marche ed Abruzzo.

## La storia
Le sue acque, note per esser state fino a cinquanta anni fa potabili ed ancora oggi molto chiare, scaturiscono dalle vette dei monti della Laga in territorio abruzzese, tra il Pizzo di Sevo ed il monte Ceraso, e giungono in terra marchigiana dopo aver seguito un percorso, spesso tumultuoso, particolarmente incassato e suggestivo. Il torrente lambisce lo sperone di roccia su cui sorge l'antico insediamento di Castel Trosino dove la sorgente dell'acqua salmacina si getta nelle sue acque conferendogli una colorazione verdastra. All'altezza del paese è sbarrato da una diga artificiale che origina il lago di Talvacchia, preziosa risorsa d'acqua e di energia idroelettrica e di cui più a valle sorge la centrale idroelettrica di Castellano. 

Da questo punto fino al tratto ascolano si può praticare la pesca no kill o pesca a mosca.
Poco prima di confluire nel Tronto costeggia i terreni adiacenti al complesso della Cartiera Papale di Ascoli. Questo edificio ha ospitato mulini, la gualchiera e la produzione di carta beneficiando dell'azione motrice delle sue acque, anche i frantoi che si trovavano lungo il suo percorso erano mossi dalla forza del torrente. L'Andreantonelli ricorda che il suo alveo era ricco di pietre levigate e tondeggianti e di altri sassi idonei per l'edilizia, vi era anche abbondanza di anguille, capitoni, barbi e cheppie.
Ai nostri giorni le sponde del torrente sono frequentate in estate per rinfrescanti passeggiate. Il torrente è anche oggetto di ricerche per la sua tipica vegetazione riparia.

## L'idronimo
Secondo alcuni storici, in tempi passati, si chiamò Suinum, ma il Lattanzi lo identifica col nome di Helvinium. Giuseppe Marinelli scrive che il torrente avrebbe preso il nome di Castellano da Castel Trosino, borgo medioevale che fu un importante centro strategico militare dominatore dell'intero territorio appartenente alla valle Castellana. La denominazione della vallata deriva, a sua volta, dal nome del torrente così come il nome del paese di Valle Castellana adagiato ai piedi della montagna dei Fiori, in Abruzzo.

## Il Castellano nella letteratura

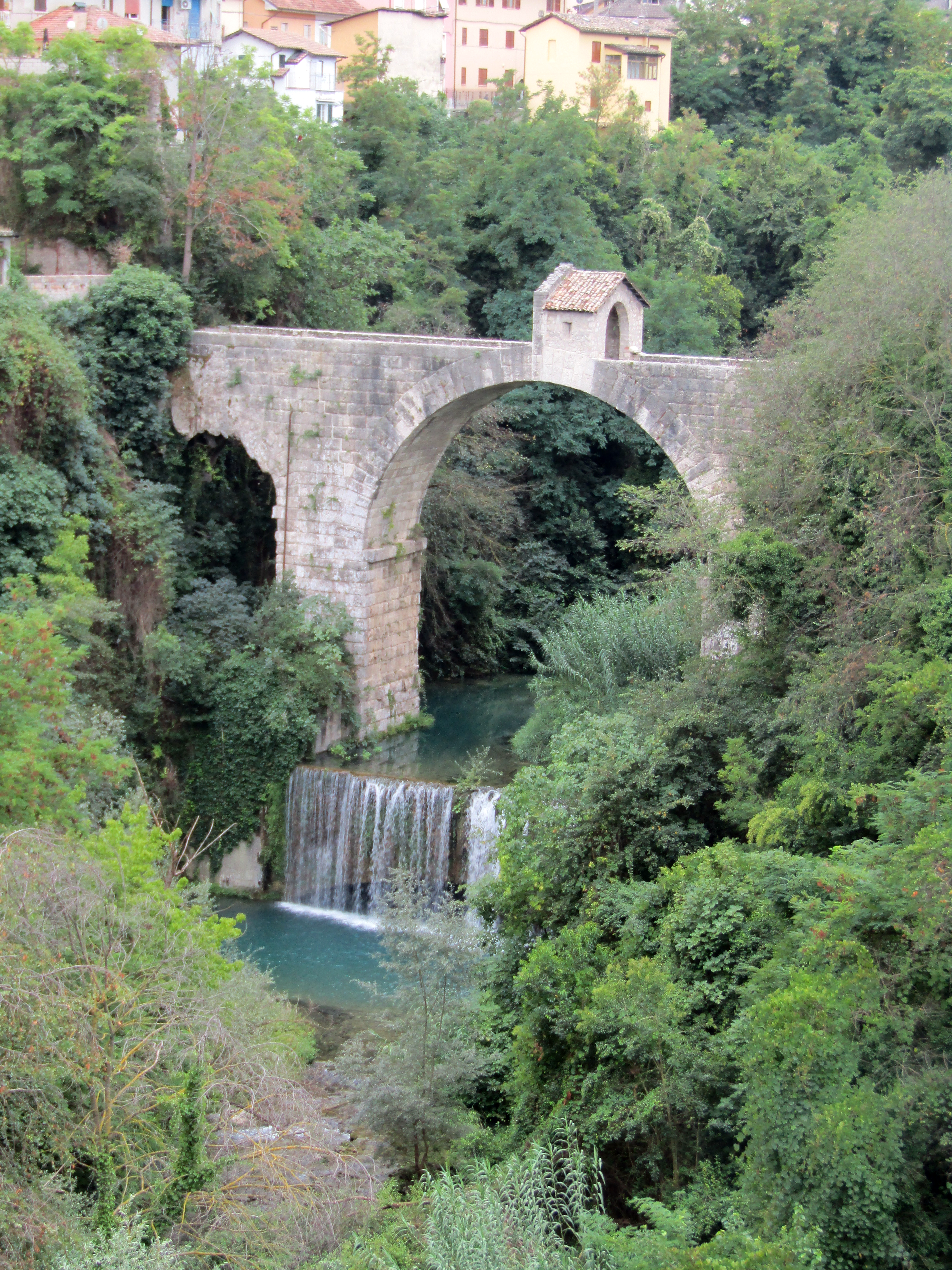
Il Ponte di Cecco (Ascoli Piceno)

Di questo torrente parla due volte Dante Alighieri nella Divina Commedia. Il sommo poeta, nel terzo canto del Purgatorio, incontra Manfredi di Sicilia che secondo una leggenda, confortata da dati storici, sarebbe stato sepolto lungo il greto del Castellano. Il re morì, nel 1266, nella battaglia di Benevento e fu sepolto lungo il corso del fiume Calore nei pressi del ponte beneventano di Vanvitelli. Il vescovo cosentino Bartolomeo Pignatelli, seguendo il disposto di papa Clemente IV, fece riesumare i resti di Manfredi, scomunicato, dalla prima sepoltura facendoli traslare in terra estranea ai feudi ecclesiastici, lungo il fiume Verde. Dante riporta le parole che il sovrano stesso gli dice riferendosi alle sue ossa: 
«Or le bagna la pioggia e move il vento /  di fuor dal regno, quasi lungo 'l Verde,  / dov'e' le trasmutò a lume spento.»
La seconda volta lo cita nell'VIII canto del Paradiso. L'autore qui incontra la figura di Carlo Martello d'Angiò, morto molto giovane non appena eletto re d'Ungheria. La prematura scomparsa non concesse al sovrano di prendere possesso dei territori francesi ed italiani che rientravano nel suo dominio che definisce: «quel corno d'Ausonia che s'imborga / di Bari e di Gaeta e di Catona, / da ove Tronto e Verde in mare sgorga.»
Alcuni commentatori individuano nel fiume Verde citato da Carlo Martello il Liri o il Garigliano, essendo il Tronto il confine settentrionale dal versante adriatico dei suoi possedimenti, l'altro fiume, il Verde, poteva rappresentare il confine sul versante del Tirreno. Pietro Alighieri, figlio di Dante, afferma di aver sentito dire da suo padre che il Castellano era chiamato il fiume Verde per la colorazione conferita alle sue acque dalla sorgente solfurea di Castel Trosino.
Giovanni Boccaccio, nel De Fluminibus, scrive: «Viridis fluvius a Picenatibus dividens Aprutinos et in Truentum cadens» ossia: «il fiume Verde che divide il Piceno dall'Abruzzo e si getta nel Tronto». Da ciò si deduce che il torrente rappresentava il segno di confine tra il Regno di Napoli e lo Stato della Chiesa, nel quale Manfredi non poteva trovare sepoltura.
Il Castellano è citato anche da Francesco Maria Tanursi, nella sua opera Epitome della Storia ripana, quando l'autore riferisce della figura di Oliviero Boccabianca detto “Ferraccio”. Questi fu un capitano di ventura asservito agli ascolani che nell'anno 1362 trovò la morte in un'imboscata. Il Tamursi nel descrivere il luogo dice: «propre Suinum flumen quem viridem vocant». Lo stesso episodio è stato riportato anche in un antico manoscritto di Ascoli in cui si legge che Ferraccio, approntandosi a partire con duecento uomini per portare aiuto alla città di Aquila, fu ucciso ad Ascoli sotto il ponte di Cecco: «in loco ubi Viridis fluvius in Truentum se mittit» ossia: «nel luogo dove il fiume Verde si getta nel Tronto».